# Arkansas-Little Rock Trojans
Little Rock Trojans – nazwa drużyn sportowych University of Arkansas w Little Rock, biorących udział w akademickich rozgrywkach w Ohio Valley Conference, organizowanych przez National Collegiate Athletic Association. 

## Sekcje sportowe uczelni
| Mężczyźni - baseball - golf - koszykówka - lekkoatletyka | Kobiety - golf - koszykówka - lekkoatletyka - piłka nożna - siatkówka - pływanie |

## Obiekty sportowe
- Jack Stephens Center – hala sportowa o pojemności 5600 miejsc, w której odbywają się mecze koszykówki i siatkówki[1]
- Gary Hogan Field – stadion baseballowy o pojemności 10 737 miejsc[2]
- Coleman Sports & Recreation Complex – stadion wielofunkcyjny, na którym odbywają się zawody lekkoatletyczne i mecze piłkarskie[3]
- Donaghey Student Center Aquatic Center – hala sportowa z pływalnią[4]